# Лариса Залеська Онишкевич

Конгрес МАУ 2005 у Донецьку. Співголови секції В.Німчук та
Л.Онишкевич (у центрі) слухають доповідь А.Грищенка (фото з 2005 р.)

Д-р Лариса Марія Любов Залеська Онишкевич  (англ. Larissa Maria Lubov Zaleska Onyshkevych) (нар. 12 травня 1935) — українознавець, літературознавець, доктор філософії Пенсільванського університету, голова Наукового товариства ім. Шевченка в США (2000—2006). Відомий дослідник української драми, автор праць із порівняльного літературознавства, славістики, дійсний член Наукового Товариства ім. Шевченка.

## Життєпис
Народилась 12 травня 1935 р. у Стрию (Західна Україна). У 1949 р. емігрувала з батьками до Канади. З 1961 р. живе в США. Закінчила докторантуру в Пенсильванському університеті за спеціальністю «Слов'янська/українська літератури», захистивши докторську дисертацію на тему «Екзистенціалізм в модерній українській драмі» (1973). У 1973 році стала першою студенткою у Сполучених Штатах, яка отримала ступінь Доктора наук (PhD) за спеціальністю «українська література».
Працювала викладачем в Ратгерському університеті, була літературним редактором журналу «Сучасність», редагувала численні видання Наукового товариства ім. Шевченка. З 1993 р. член Національної спілки письменників України. Президент Прінстонського Дослідного Форуму (PRF), 1992—1996.
Упродовж 2000—2006 рр. голова Наукового товариства ім. Шевченка в США, почесний доктор наук Львівського національного університету ім. Івана Франка (2001), голова Винниченківської Комісії УВАН.
Будучи фулбрайтівським стипендіантом викладала як професор-гість у Львівському університеті. Автор понад 200 літературознавчих праць.
Відзначення: від Посольства України у США (1998); НаУКМА (срібна медаль, 2003), Верховної Рада України (2005), Фундації Родини Т. Шевченка (2006), почесна медаль Львівського нац. унів.ім. Івана Франка (2015).
Член Пласту від 1946 р., чл. пластового проводу (КПС, ГПБ, ГПР); редактор пластових збірників і журналів: «В дорогу з юнацтвом» (1971—1993), «До Висот! „(1959—1963), співредактор ж.“ Юнак» (1962—1967), і «Пластовий Шлях» (2006—2017). Нагороджена пластовою відзнакою «Вічний вогонь» (2001, 2006).

## Освіта[3]
- 1954 — закінчила Раєрсон Політехнічний інститут (спеціальність — хемія)
- 1962 — Отримала ступінь Б. А. (Торонтонській Університет, спеціальність — слов'янські літератури і мови; міноритарна спеціальність — Політична наука)
- 1970 — Отримала ступінь M.A. (Пенсильванський Університет, спеціальність — українська мова)
- 1973 — Отримала ступінь Ph.D. в Пенсильванський Університет (спеціальність — Слов'янські літератури / українська література)

## Вибрані публікації

### Книжки: автор, редактор, упорядник
- Borders, Bomb, and … Two Right Shoes. World War II through the Eyes of a Ukrainian Child Refugee Survivor. Charleston: CreateSpace Print, 2016. 222 pp. Memoir.
- An Anthology of Modern Ukrainian Drama. Compiled, Edited, with AnIntroductory Essay. [Переклад п'єс з української мови, із статтями про драматургів і кожний твір.] Паралельний том до: Антології Модерної Української Драми. Toronto: CIUS Press, 2012. 522 стор.
- Лариса М. Л. Залеська Онишкевич. Текст і гра. Модерна. Українська драма. // Вибрані праці. 3 частини: 1. Напрямки і теми модерної української драми. 2. ІІ. Тексти українських драм у порівняльних аспектах. 3. ІІІ. Тексти в інтерпретаціях режисерів. — Львів: Літопис, 2009. — 472 ст.
- Contemporary Ukraine of the Cultural Map of Europe. / Larissa M.L. Zaleska Onyshkevych and Maria G. Rewakowicz, editors. 3 sections: I. Mapping the Nation: History, Politics, and Religion. ІІ.Reflecting Identities: The Literary Paradigm. III. Manifesting Culture: Language, Media, and the Arts. — Armonk, N.Y.: M.E.Sharpe, 2009. 472 стор.
- Голодомор: Дві п'єси. /Редактор/упорядник збірки й автор вступної статті, 6-18. Київ: Смолоскип, 2008. 112 стор.
- Forum on «Contemporary Ukrainian Literature and National Identity», Slavic and East European Journal. Редактор-гість ювілейного числа журналу. Jubilee issue, 50 (3), Fall 2006.
- Володимир Винниченко: У пошуках естетичної, особистої і суспільної гармонії. /Гол. ред. і упорядник. — Нью-Йорк: УВАН, 2005. 234 стор.
- Світи Шевченка. Т. 2. Збірник статей. /Гол. ред. Нью-Йорк: НТШ-А, 2001, 412 стор.
- Антологія модерної української драми. /Лариса Залеська Онишкевич редактор, упорядник і автор вступних статей. Київ, Едмонтон: КІУС, Таксон, 1998. 534 стор.
- Близнята ще зустрінуться. Антологія драматургії української діяспори. / Лариса Залеська Онишкевич Редактор, упорядник і автор вступних статей. Львів, Київ: Час, 1997. 640+20 стор.
- Лицар неабсурдних ідей: Борис Антоненко-Давидович. Гол. редактор і автор вступної статті. Київ: Час, 1994. 220 стор.
- «Ukrainian Poetry», Shifting Borders: East European Poetries of the Eighties, Gen. editor Walter Cummins. Rutherford: Fairleigh Dickinson Univ. Press, 1993, 363—402.
- Світи Шевченка. Т. І. Збірник статей. / Редактор. Нью-Йорк: НТШ-А і Сучасність. 1991. 488 стор.
- Existentialism in Modern Ukrainian Drama. (Doctoral Dissertation, University of Pennsylvania). Ann Arbor: University Microfilms, 1973.
- Контрасти. Збірка молодечої творчости. Поезія, проза, музика і ґрафіка Редактор. Прінстон: Пласт. Бібліотека ж. ЮНАК, 1970, 154 стор.

### Вибрані статті про драму и літературу
2015
- Вступна стаття до драматичної поеми Тадея Карабовича «Вічність наче хмаринка з дощем». Люблін: Епістеме, 2015, 5-10.
- Рец. на: Michael M. Naydan, comp. et al. ed. Herstories. An Anthology of New Ukrainian Women Prose Writers. London: Glagoslav Publications, 2014. East/West: Journal of Ukrainian Studies, 2/2015, 145-7.

2014
- «Роль Великодня у Патетичній сонаті Миколи Куліша», Микола Куліш, Вибрані Твори. К: Смолоскип, 2014, 733—744 (передрук)
- «Пам'яті Ростислава Пилипчука», Нова Газета, 43 (302), листопад 13, 2014, 19.

2013
- «Про anima i animus у спілкуванні з опалевим метеликом Віри Вовк.» і «Про Естеру, притчі і алегорії Віри Вовк», Вступні есеї до: Віра Вовк, Диптих. Львів: БаК, 2013, 3-6 і 61-62.
- «На грані двох різних світів» і «Герой під тиском часу і знання майбутнього», вступні есеї до: Тадей Карабович, Дві драматичні поеми. Острів і Тайна Вечеря, Люблін: Епістеме, 2013, 7-11, 39-42.
- «Цінний документ українського театрального життя», рец. на Валерія Гайдабури Театр, розвіяний по світу (2013), Кіно Театр, 6. 2013.

2011
- «A Soviet Discourse on the Faustian Metaphor in Two Ukrainian Plays: by Oleksandr Levada and Yurii Shcherbak» in Twentieth Century Ukrainian Literature. Essays in Honor of Dmytro Shtohryn. Ed. by Jaroslav Rozumnyj, Kyiv: Mohyla Academy Publishing, 2011, 162—174.
- Огляд: Науковий вісник Київського національного університету театру, кіно і телебачення імені І. К. Карпенка-Карого: Збірник наукових праць, т.1, 2007; т. 2-3, 2008; т. 4-5, 2009; т. 6, 2010.
- Записки НТШ, т. CCLXII, Праці Театрознавчої комісії, Львів, 2011, 522—532. 2010

2010
- «Гірняк і Добровольська — модерні скоморохи й корифеї, актори і режисери, вчителі великої штуки.» Кіно Театр, 2 (88), 2010, 11-12.
- «Валеріянові Ревуцькому –100 років.» Свобода, 11 червня 2010, 18-19.

2008
- «Вина й відповідаьність за Переяславську угоду у драмі», Слово і час, 1, 2008, 47-52.
- «Голодомор у драмі і тема обвинувачення», Голодомор: Дві п'єси (Київ: Смолоскип, 2008), 6-18.
- «Потрійне 'я' Едварда Олбі: світова прем'єра в Принстоні, Нью Джерзі, США (Edward Albee: Me, Myself and I)», КіноТеатр 3(77), 2008, 9-10.

2009
- «Cultural Perceptions, Mirror Images, and Western Identification in New Ukrainian Drama», Contemporary Ukraine on the Cultural Map of Europe, Armonk, N.Y.: M.E.Sharpe, 2009, 162—185.

2007
- Драматичні пошуки сучасности, Критика, 7-8, 2007, 19-21.

Рец. на: Irena R. Makaryk: Shakespeare in the Undiscovered Bourn. Les Kurbas, Ukrainian Modernism, and Early Soviet Cultural Politics (Toronto: U. of Toronto Press, 2004.). Записки НТШ, CCLIV, 2007, 611—613.
«Нововведення в українській драмі першої половини XX ст.: Письменники Півдня і Сходу України.» Літературознавство. Кн. 4. Київ/Донецьк (2005): МАУ, 2007, 166—175.
2006
- «Cultural Perceptions, Mirror Images, and Western Identification in New Ukrainian Drama.» Slavic & East European Journal, v.50, Fall 2006. 409—433.
- «White Butterflies, Plaited Chains: A Live Metamorphosis by Theatre-in-a-Basket from Lviv, Ukraine». Slavic & East European Performance, 26, 1, 2006, 84-90.
- Рец. на: Валерій Гайдабура. Летючий корабель Лідії Крушельницької (Київ: Факт, 2006). Свобода, 14 липня, 2006.

2005
- Володимир Винниченко і Єлисей Карпенко: Про це саме різними шляхами. — Володимир Винниченко: У пошуках естетичної, особистої і суспільної гармонії. Лариса Онишкевич гол. ред. і упорядник. Нью-Йорк: УВАН, 2005, 106—114.
- П'єса Винниченка Дисгармонія та ідеї екзистенціялізму. Володимир Винниченко: У пошуках естетичної, особистої і суспільної гармонії. Гол. ред. і упорядник Лариса Онишкевич. Нью-Йорк: УВАН, 2005. — C. 157—168.
- Tradition and Innovation in Twentieth-Century Ukrainian Verse Drama. Journal of Ukrainian Studies, 25, 1-2, 139—157.
- Рец. на:./ Irena R. Makaryk Shakespeare in the Undiscovered Bourn. Les Kurbas, Ukrainian Modernism, and Early Soviet Cultural Politics (Toronto: U. of Toronto Press, 2004, xx, 257 pp. + illustrations, index). Nationalities Papers, v.33, 2, June 2005, 284—286.

2004
- Персонажі і проблеми ідентичності: історія, нація, релігія і ґендер в українській пострадянській драматургії. Українське суспільство на шляху перетворень: західна інтерпретація. Всеволод Ісаїв, ред. Київ; КМАкадемія, 2004, 279—292.
- Рец. на: Irena R. Makaryk, Shakespeare in the Undiscovered Bourn. Les Kurbas, Ukrainian Modernism, and Early Soviet Cultural Politics (Toronto: U of T Press, 2004, 257). The Ukrainian Quarterly, LX, 3-4, fall-winter, 2004, 328—329.

2003
- «Characters Revealing Issues of Identity: In Terms of History, Nation, Religion, and Gender in Post-Soviet Ukrainian Drama.» Society in Transition: Social Change in Ukraine in Western Perspectives. Ed. Wsevolod W. Isajiw. Toronto: Canadian Scholars' Press, 2003, 327—345.
- «The Holodomor of 1932—1922 as Presented in Drama and the Issue of Blame.» Canadian-American Slavic Studies. 37, 2003, 89-96.
- "Сьогоденна українська драма: 1992—2002. Записки НТШ (Львів). CCXLV, 2003 (496—416).

2002
- "Від вертепу до крилатої скрипки: драматичні твори Віри Вовк. Вступна стаття до: Віра Вовк. Театр. Київ: Родовід, 2002, 5-19.

2001
- «The Problem of the Definitive Literary Text and Political Censorship.» Perspectives on Modern Central and East European Literature: Quests for Idenity. Ed. Todd Patrick Armstrong. Houndmills, G. Britain & New York, NY: Palgrave, 2001, 25-37.
- Патріярх українських театрознавців зустрічає своє 90-ліття: Валеріян Ревуцький. Свобода, 8 червня 2001, 17.
- «The Problem of the Definitive Literary Text and Political Censorship». Perspectives on Modern Central and East European Literature: Quests for Identity. Ed. Todd Patrick Armstrong, Houndmills, & New York. Palgrave, L 2001, 25-37.
- «’Моя сестро, дружино святая!’ — як шлях до остаточного поєднання двох симбола», Світи Шевченка, т.2, 2001, 82-89.

2000
- «Tradition and Innovation in Twentieth-Century Ukrainian Verse Drama», Creating a Modern Ukrainian Cultural Space. Ed. Myroslav Shkandrij. Edmonton: CIUS, 2000, 139—157.

 — "Прояви ідентичности у новій українській драмі помимо постмодернізму. Літературознавство. ІІ Конгрес МАУ, Київ: Обереги, 2000, 210—222.
1999
- «Exponents of Traditions and Innovations in Modern Ukrainian Drama.» Slavic and East European Journal. 43, 1, Spring 1999, 49-63.
- Український театр за німецької влади, рец. на: Валерій Гайдабура. Театр, захований в архівах. Сценічне мистецтво в Україні періоду німецько-фашистської окупації (1941—1944). Київ: Мистецтво, 1998). Свобода, 4 червня 1999, 18.
- рец. на: Валеріяна Ревуцького По обрію Життя. Спогади (Київ: Час, 1998). Літературна Україна, ч. 31, 19 вересня 1999, 26.

1998
- Жертвоприношення і відкуплення в Патетичній сонаті Миколи Куліша. Сучасність, 5, 1998, 105—109.
- Стверджуючи жіночий есенціялізм. Слово і час, 9-10, 1998, 62-65.
- «Is there a Corpus Thematics on the Ukrainian Revolution of 1917—1920 in Ukrainian Drama?» The Ukrainian Quarterly, LIV, 3-4, 1998, 239—309.

1996
- Пошуки та інтерпретації Львівського театру ім. Леся Курбаса, або Театру Володимира Кучинського.. Збірник доповідей з ІІІ Конгресу МАУ. Філософія. Історія культури. Освіта. Харків: МАУ,1996, 320—326.
- Шлях вічного повороту (Птахи з невидимого острова Валерія Шевчука). Сучасність, 1, 1996, 93-96.
- Драматична поема У Пущі: тло доби і творення. Слово і час, 2, 1996, 12-14.

1995
- Елементи неоавангардизму в українській драмі ХХ ст., Українська література. Матеріали І Конгресу МАУ 1990). Київ: НАН України, 1995, 72-83.
- Volodymyr Kuchynsky's Theatre of Inquiry. Slavic & East European Performance, 15, 1, 1995, 34-49.
- Бабусин Дім Юджінії Дженсен. Свобода, 11 жовтня 1995, 2.

1994
- Михайло Грушевський про скоморохів: хто вони в його очах — професійні актори чи 'веселі люди'? Михайло Грушевський. Любомир Винар, гол. ред. Львів: НТШ, 1994, 183—189.
- Омфалос у Патетичній сонаті Миколи Куліша. Сучасність, 1, 1994, 125—136.

1993
- Людмила Коваленко. Південний Архів (Херсон), 1, 1993, 3-4.

1992
- Куліш і Брехт: самоспостереження героя і самоспостереження автора. Сучасність, 1, 1992, 131—135.
- Echoes of Chornobyl at LaMama Theater. The Ukrainian Weekly, Feb. 16, 1992, 10 і 18.

1991
- Ingenuity versus Modernization: Kuliš and Kostetzky. Slavic Drama: The Question of Innovation. Ed. Andrei Donskov et al. Ottawa: U. of Ottawa, 1991, 137—142.
- On The Stages of Ukraine in 1990: from Sholom Aleichem to Mykola Kulish. Soviet and East European Performance 11. 1(1991), 49-57.
- Світло зі Сходу в ЛяМама. Сучасність, 3, 1991, 64-66.
- Роль Великодня у Патетичній сонаті Миколи Куліша. Слово і час 9 (369), 1991, 48-53.
- Різновиди Київського «Театру на Подолі»: в Києві та Америці, Свобода 31 жовтня 1991, 3-4.
- Volodymyr Vynnychenko, 'Wira Wowk, Ludmyla Kovalenko, Eaghor Kostetzky, Oleksander Oles', Literary Exile in the Twentieth Century: An Analysis and Biographical Dictionary. Ed. Martin Tucker. New York: Greenwood, 1991, 691-93; 712-13; 394-95; 391-93; and 529—530.
- Рец. на: Ростислав Кедр, Драматична поема (Торонто: Слово, 1990). Сучасність 9, 1991, 126.

1990
- Театри Львова і Києва у травні. Сучасність, 9, 1990, 42-61.
- Роля Великодня у Патетичній сонаті Миколи Куліша. Сучасність, 7, 1990, 60-68.
- Фестиваль справжнього фолкльору. Свобода, 30 серпня 1990, 6.

1989
- Усмішки і шпильки театру-студії «Не журись!». Сучасність, 2, 1989, 115.
- Sarcophagus Examines Questions of Guilt and Responsibility. The Ukrainian Weekly, 23 April, 1989, 9-10.
- «Echoes of Glasnost: Chornobyl in Soviet Ukrainian Literature», Echoes of Glasnost in Soviet Ukraine. Ed. Romana M. Bahryi: York: Captus U. Publ, 1989, 151—170.

1988
- В літі на сценах України і Ліна Костенко. Сучасність, 11, 1988, 82-89.
- Ярослав Мудрий на сцені Нью Йорку. Свобода, 1 травня 1988, 2, 4.

1987
- Чорнобиль у п'єсі. Сучасність, 12, 1987, 61-68.
- Різні світи Віри Вовк. Сучасність, 9, 1987, 16-26.
- Чорнобиль у п'єсі Владіміра Ґубарьова. Сучасність, 12, 1987, 60-64.
- Корифеєві українського театру (про День Курбаса в Нью-Йорку), інтерв'ю Ольги Кузьмович із організатором програми Ларисою Онишкевич. Свобода, 26 вересня 1987.

1986
- Українська і слов'янська присутність на міжнародному театральному фестивалі. Сучасність, 10, 1986, 57-62.
- Toronto's Avant-Guarde Ukrainian Theater. The Ukrainian Weekly 4 ,17, 1986, 9, 15.

1985
- Utopia, Eutopia or Tutopia (V. Vynnychenko's The Sun Mashine and K. Čapek's R.U.R.). Annals of the Ukrainian Academy of Arts & Sciences in the US, 16, 41-42, 1984-85, 341—352.
- Рец. на: Володимир Винниченко. Щоденник, т.1, 1911—1920; ред. Григорій Костюк (Едмонтон: КІУС, 1980). The Annals of the Ukrainian Academy of Arts & Sciences in the US, XVI, 41-42, 1984-85, 392—397.
- Рец. на: Валеріян Ревуцький, Нескорені Березільці: Йосип Гірняк і Олімпія Добровольська (Нью-Йорк: Слово, 1985). The Ukrainian Quaterly, 1985, 377.

1984
- Рец. на: Василий Белов. Три пьеси (Москва: Сов. писатель, 1983).

World Literature Today, Spring 1984.
1983
- Ukrainian Theater. Ethnic Theater in America. Ed. Maxinne Schwartz Seller. Westport: Greenwood Press, 1983, 525—548.

1982
- Рец. на: Микола Руденко, На дні морському (Балтимор: Смолоскип, 1981). World Literature Today, Spring 1982.

1981
- «Dovzhenko Oleksandr», The Modern Encyclopedia of Russian and Soviet Literatures including Non-Russian and Émigré Literatures. 1981, 5, 241—246.
- Рец. на: Ліна Костенко. Маруся Чурай (Київ: Рад. письменник, 1979). Наше Життя, 1981, 10-11.

1980
- Справа вибору в Ричардовім екзистенціялістичнім шуканні в У пущі Лесі Українки. Леся Українка: 1871—1971, Збірник праць на 100-річчя поетки. Ред. Наталія Пазуняк. Філядельфія, Постійна Конференція Українських Студій, 1971—1980, 199—206.

1979
- Людмила Коваленко-Івченко в житті та літературі. Віра, 2(14), 1979, 3-5.

1978
- рец. на: Марія Шаповалова. Шекспір в українській літературі (Київ: Вища школа, 1976). Harvard Ukrainian Studies, II, 2, June 1978, 257—258.

1976
- Сучасність ідей творів Лесі Українки. (Слово на відкритті пам'ятника Лесі Українки на Союзівці 19 вересня 1976.) Свобода (#179), 23 вересня 1976, 2, 7.
- Contemporary Relevance of Lesia Ukrainka's Works. Address delivered upon the unveiling of the Lesia Ukrainka monument at Soyuzivka, Sept. 19, 1976. Ukrainian Weekly, (#182), Sept. 26, 1976, 7, 11.
- «Filaret Kolessa's Reissued Works on Folklore», The Jubilee Collection of the Ukrainian Free Academy of Sciences. Winnipeg: UVAN, 1976, 262—274.

1975
- Українська драматургія в Америці, Наш Театр: Книга діячів українського театрального мистецтва, 1915—1975. Григор Лужицький гол. ред. Нью Йорк: НТШ, 1975, 50-59.
- «Музика Батьківщини мені болить» (Вступна стаття.) Ігор Калинець, Вогонь Купала. Балтимор: Смолоскип, 1975, 5-7.

1974
- рец. на: Alexander Dovzhenko, The Poet as Filmmaker. Selected Writings. Ed., transl.& intro. By Marco Carynnyk (Cambridge, Mass: MIT Press, 1973). Сучасність, 1, 1974.
- рец. на: Василь Софронів-Левицький, Юний Скоморох. П'єси для дітей і молоді (Торонто: Театральна бібліотека, 1972). Наше Життя, травень 1974.

1973
- Пророк — остання драма В. Винниченка. Слово, 5, 1973, 194—204

1972
- Philosophical Ideas in Contemporary Ukrainian Drama. Paper presented at the Northeastern AAASS Conference, Burlington, Mass. 1972. Mimeograph.
- Роботи й антироботи: Соняшна машина В. Винниченка й Р. У. Р. К. Чапека, Сучасність, 4, 1972, 60-73.

1971
- Планета Сперанта О. Коломійця. Сучасність, 10, 1971, 50-59.
- рец. на: Микола Куліш, П'єси і листи (Київ: Дніпро, 1969). Books Abroad, January, 1971.
- рец. на: Ольга Косач-Кривинюк. Леся Українка. Хронологія життя і творчости. П. Одарченко, ред. Нью-Йорк: УВАН, 1970. Books Abroad, July 1971.

1970
- Trends in Modern Ukrainian Dramaturgy, The Lambda Letter (Univ. of Pennsylvania), v. III, 2, 1970, 5-6.
- Літературна творчість Людмили Коваленко. Сучасність, 1, 1970, 39-49.
- Людмили Коваленко Героїня помирає в першому акті. Слово, 6, 1970, 209—212.
- Людмила Коваленко-Івченко.Слово, 4, 1970, 204—208.

1969
- Дійство про велику людину (про п'єсу Ігоря Костецького). Сучасність, 10, 1969, 93-98.

1968
- Ювілей Людмили Коваленко-Івченко. Свобода, 1 жовтня 1968 року; також Новий Шлях, 19 жовтня 1968 року.

1967
- Годинникар і курка або Майстри часу (Івана Кочерги). Сучасність, 1, 1967, 74-82.

1962
- Світогляд Миколи Хвильового, Оригінал, (Бостон), 1962. 1-6.

### Мовознавство
- Слово на парламентських слуханнях у справі мови. («Коли держава і мова мають одне обличчя, держава має силу і пошану.») Обережно — мова! (Слухання у Верховній Раді 12 березня 2003 р.) Київ, Парламентське вид., 2003, 38—39.
- «Наші сьогоднішні мовні проблеми, або: Що поза словом?» Про український правопис і проблеми мови. НТШ-А, 1997, 12—21.
- «Іменники в описі природи в Слові о Полку Ігореві», Слово на Сторожі, ч. 7, 1979, 8—12.
- «Ukrainian Family Names», F. Bogdan, Dictionary of Ukrainian Surnames in Canada, Vancouver: Onomastic Com. UVAN, 1974, 11—32.
- «Ukrainian» (On the Ukrainian Language). The Lambda Letter (University of Pennsylvania). March-April, 1968, 26—29.

### Переклади

##### Поезія
- Поезії Віри Вовк, Василя Стуса, Софії Майданської, Ігора Калинця, Івана Драча, Ігора Римарука (друковані в: «Ukrainian Poetry» (ред. Л. Онишкевич), Shifting Borders: East European Poetries of the Eighties (гол. ред. Walter Cummins), Fairleigh Dickinson U. Press, 1993), 363—402.
- «Ukrainian Poetry», A Hundred Years of Youth, A Bilingual Anthology of 20 th Century (Olha Luchuk and Michael M. Naydan, eds), Львів: Litopys, 2000.
- «Litany», Wira Wowk, Agni 33.
- «Keep Talking», Ihor Rymaruk, Agni, 29/30 (1990), 32 (1991).
- «Untitled», Ihor Rymaruk, Agni 56.

##### Проза
- Serhiy Paradzhanov, «The Winds of Saburtalo», Agni 28 (1989), 210—211.

##### Драма
- Valerii Shevchuk, «Birds from An Invisible Island», An Anthology of Modern Ukrainian Drama (ed. L. Onyshkevych), Toronto: CIUS, 2012, 483—521.
- Valerii Shevchuk, «End of the Century» or «Aqua Vitae».

##### Теорія літератури.Переклад з англійської на українську
- «Archetypal Analysis: Theory of Myths» by Northrop Fry; «Self-Creation and Affiliation» by Richard Rorty, у: Антологія світової літературно-критичної думки ХХ ст., ред. Марія Зубрицька, Львів: Літопис, 1996, 2002. С. 109—133; 582—597.

##### Різне
- Сучасне українське весілля в Північній Америці. Порадник. Англійське резюме. Прінстон: Пласт, Перші Стежі, 1995. 1999. 50 стор.
- Перший Вінок. Жіночий Альманах. 1-е вид. Ред. Наталя Кобринська й Олена Пчілка, 1887. Ред. 2-го вид. Нью-Йорк: СУА, 1984. 488 стор.